# Jean-François Lyotard
Jean-François Lyotard, född 10 augusti 1924 i Versailles, död 21 april 1998 i Paris, var en fransk filosof och litteraturvetare, främst känd för sina teorier inom postmodernismen.
Till hans mest kända skrifter hör Det postmoderna tillståndet (La condition postmoderne. Rapport sur le savoir, 1979), som ofta anges som startskottet för postmodernismen. Hans postmodernism har sin grund i studier av Edmund Husserl och fenomenologin.

## Biografi
Jean-François Lyotard föddes i Versailles som son till försäljaren Jean-Pierre Lyotard och dennes hustru Madeleine, född Cavalli. Han studerade vid Sorbonne, där han blev vän med Gilles Deleuze. År 1948 gifte han sig med Andrée May; de fick två barn tillsammans.
Lyotard undervisade åren 1950–1952 vid Lycée Ahmed Reda Houhou i Algeriet. Från 1959 var han lektor vid Université Paris-Sorbonne och 1966 fick han en position inom filosofiska institutionen vid det nystartade Université Paris-Nanterre. Vid mitten av 1960-talet började han att närvara vid Jacques Lacans föreläsningar. År 1971 promoverades han och erhöll titeln Docteur de lettres för Discours, figure. Han började att undervisa vid Université Vincennes-Saint-Denis 1972 (där han långt senare (1987) utsågs till professor emeritus). Under senare år var han verksam vid bland annat University of California och Yale University i USA.
Lyotard grundade Collège International de Philosophie i Paris och var medlem i European Graduate School.
Under åren 1954–1966 var han medlem i Socialisme ou Barbarie, en vänstergrupp av intellektuella trotskister som vände sig mot den sovjetiska kommunismen. Han deltog aktivt i studentrevolten 1968 och organiserade 22 maj-demonstrationen.
Han gifte om sig 1993 med Dolorès Djidzek och de fick ett barn. År 1998 avled han hastigt i leukemi.

## Filosofi
Till Lyotards viktigaste verk räknas Det postmoderna tillståndet från 1979. I boken diskuteras vetenskapens villkor med utgångspunkt i det "postindustriella samhället". Lyotard menar att vetenskapens hierarkiska auktoritet under hans samtid rasar samman i en mångfald av diskurser, och att vetenskapen inte längre har rätt att göra anspråk på den enda legitima sanningen. Han vänder sig mot vad han kallar den stora berättelsen (eller metanarrativ) som han menar att vetenskapen representerar genom sin elitism, historicitet och totalitarism. Resonemanget, som baseras på Ludwig Wittgensteins språkspel, underkänner forskningens anspråk på den korrekta tolkningen. Med detta verk intog Lyotard täten bland de postmoderna teoretiker som förnekade hermeneutiken som vetenskap och medverkade därmed till etablerandet av den typiskt postmoderna uppfattningen av pluralism.
Lyotard betonade att all vetenskap konstitueras genom att framställa narrativ och att dessa fiktioner skapar vetenskapens fakta enligt givna regler. Ny forskning legitimeras, enligt Lyotards mening, genom att stämma överens med vetenskapens metanarrativ. Att på detta sätt försöka ena skilda vetenskapliga narrationer vände han sig mot, eftersom detta försök till konsensus enligt hans mening innebar att makten centraliserades. I detta verk uppställde Lyotard en definition av postmodernism (som blivit mycket spridd), nämligen att postmodernismen innebar skepsis mot all form av metanarration.